# レイモンド・ムーディ
レイモンド・ムーディ（Raymond Moody, 1944年6月30日 - ）は、アメリカの医師で心理学者。著書「かいまみた死後の世界」「死者との再会」などを通じ、臨死体験の研究で知られる。1975年、キューブラー＝ロスとともに臨死体験に関する著書を相次いで発表したことをきっかけとして、その後の臨死体験の科学的・体系的な研究が活発になった。1991年3月、NHKが放送した「立花隆リポート 臨死体験 人は死ぬ時何を見るのか」、その23年後の2014年9月14日放送のNHKスペシャル「臨死体験 立花隆 思索ドキュメント 死ぬとき心はどうなるのか」にも出演したが、その23年間には死に対して大きな心境の変化があった。

## 経歴
- バージニア大学で哲学を学び、同大学より1966年に学士を、1967年に修士、1969年にはPh.D.を得る。
- 当初は死後の世界の存在の証拠はないとする立場をとっていたが、その後、精神を病み自殺を図った際に、臨死体験をしたことがきっかけで死後の世界の存在を信じる立場へと転換する[1]。

## 臨死に関する9つの経験
ムーディは、心停止など臨床的に死に臨みながら生還した150人からの聴取と研究により、人間は死に臨んで一般的に以下の9つの経験があると結論付けた。
1. 奇妙な音を聴く。
2. 表現しようのない安らぎと無痛感。
3. 体外離脱体験。
4. 暗いトンネルを通って行く感じ。
5. 天に上っていく感じ。
6. しばしば死んでいる親類に出会う。
7. 神のような精神的な存在との遭遇。
8. 生涯の回想。
9. 肉体への回帰。